# Двухэтажный транспорт

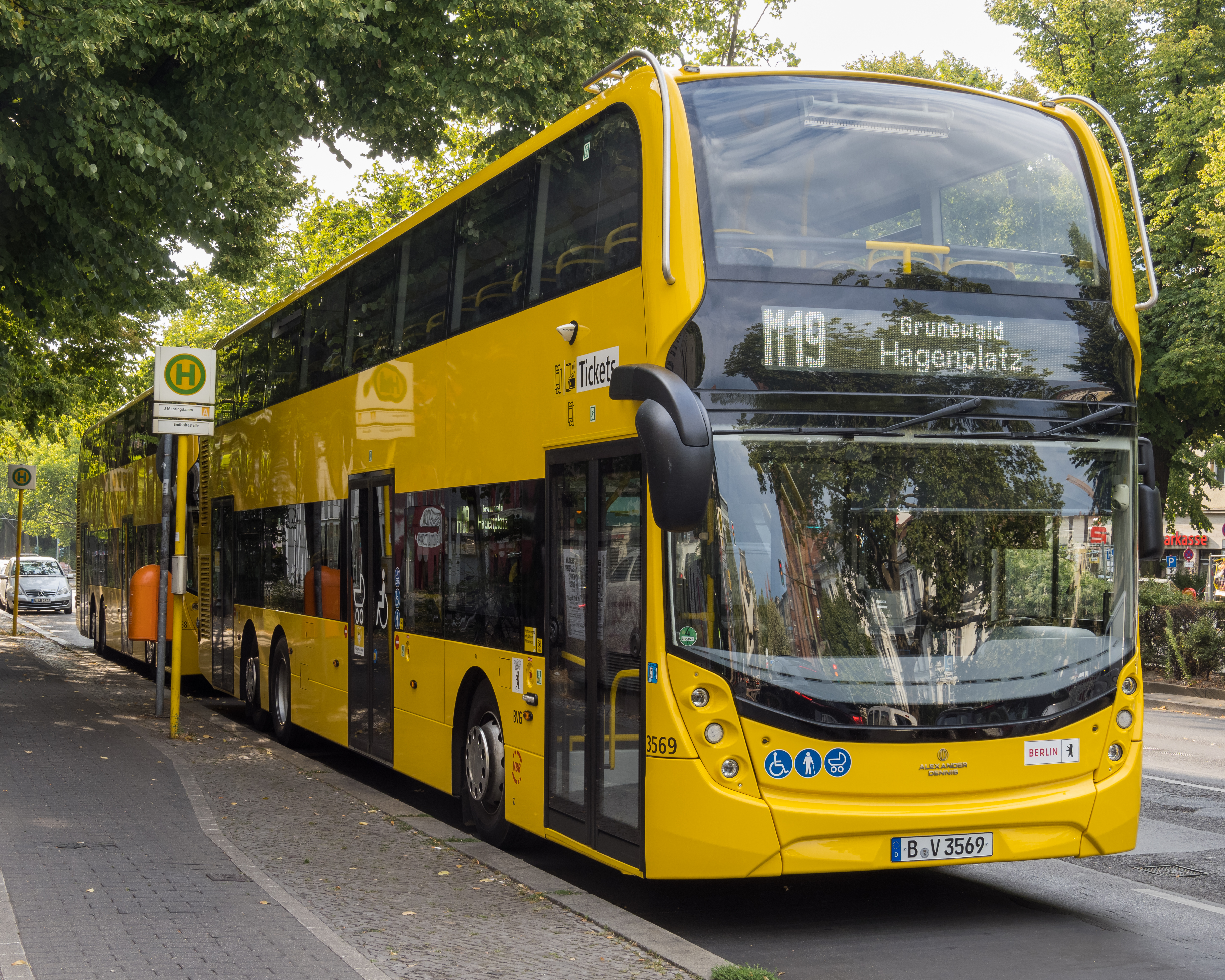
Alexander Dennis Enviro 500 в Берлине

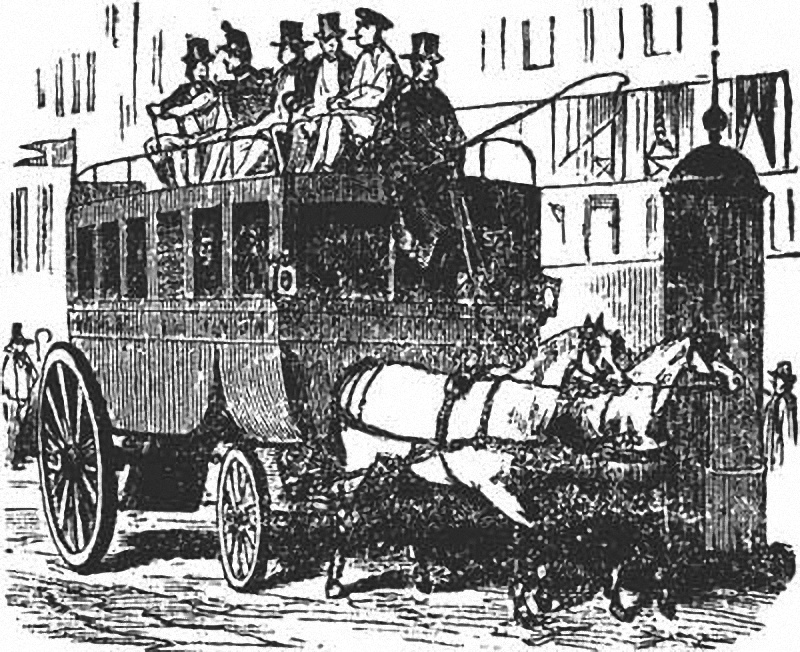
Омнибус

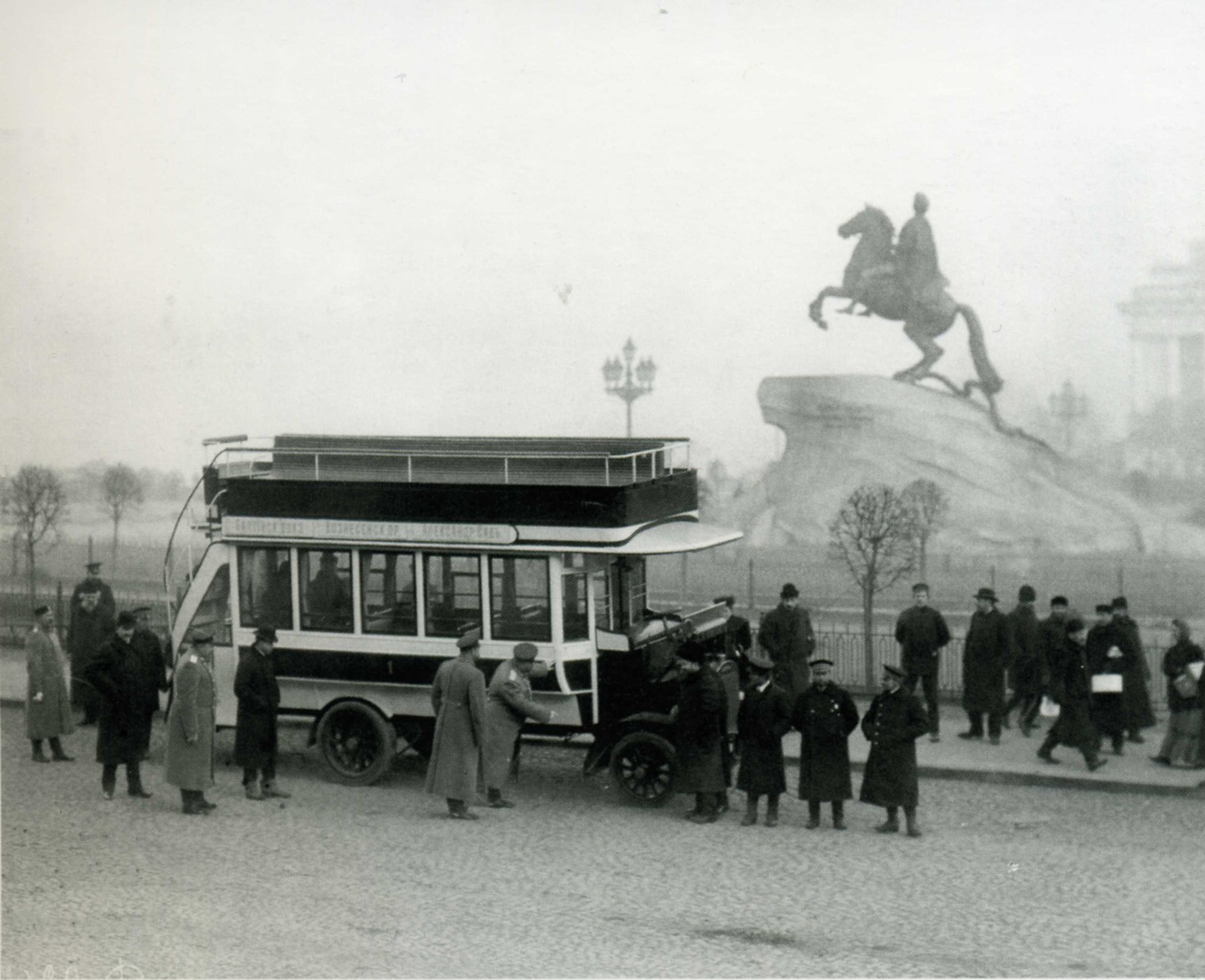
Двухэтажный автобус на Сенатской площади. 1912

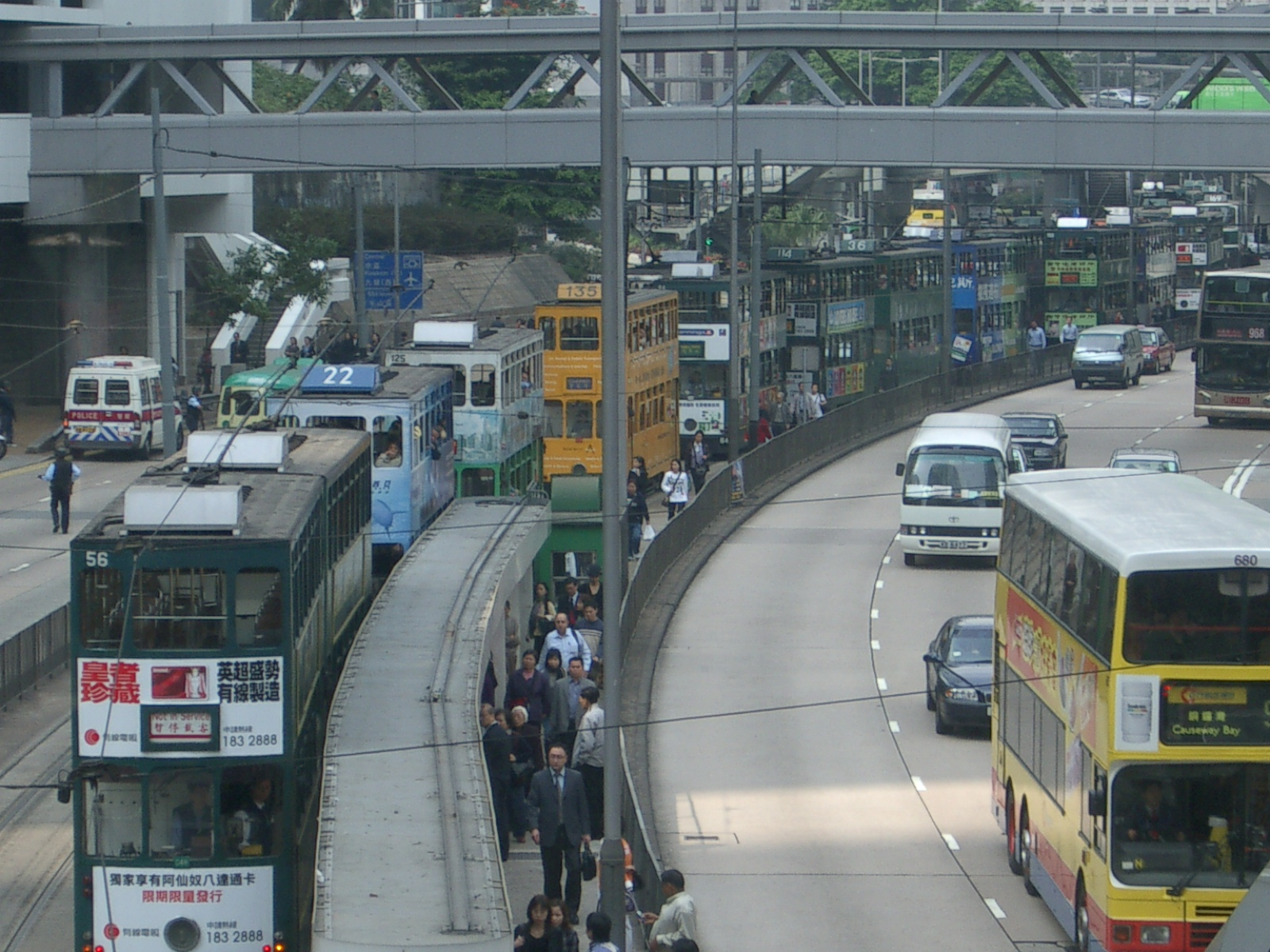
Двухэтажные трамваи и автобусы на улицах Гонконга.

Двухэтажный транспорт (иногда Двухэтажник, Даблдекер, Двухэтажка) — любое двухэтажное транспортное средство (автобус, трамвай, троллейбус, поезд, самолёт, лифт), которое имеет два уровня (палубы) для пассажиров, один выше другого. Может также относиться к дорогам и мостам, у которых проезжие части расположены одна над другой.
Даблдекер (англ. Double decker) — термин, который в русском языке часто применяется к лондонским красным двухэтажным автобусам.
Двухэтажные транспортные системы имеют множество преимуществ. Они в состоянии обеспечить высокую пассажировместимость в пределах относительно маленького транспортного средства. В переполненных транспортных условиях и там, где место ограничено, это может быть их главным преимуществом. Главная проблема с двухэтажными транспортными средствами: высота транспортного средства означает потребность в серьёзном планировании маршрута.

## Двухэтажный городской транспорт
К общим недостаткам городского двухэтажного транспорта можно отнести следующие:
- Большее время загрузки и выгрузки пассажиров.
- Дополнительные затраты (приобретения и обслуживания) из-за более сложной конструкции этого устройства.
- Требуется лестница (что неудобно для пассажиров).
- Требуется большая высота гаражей и складов.
- Низкие мосты и другие преграды, типа сервисных кабелей, часто ограничивают маршруты, где они могут использоваться.

### Двухэтажныйомнибус

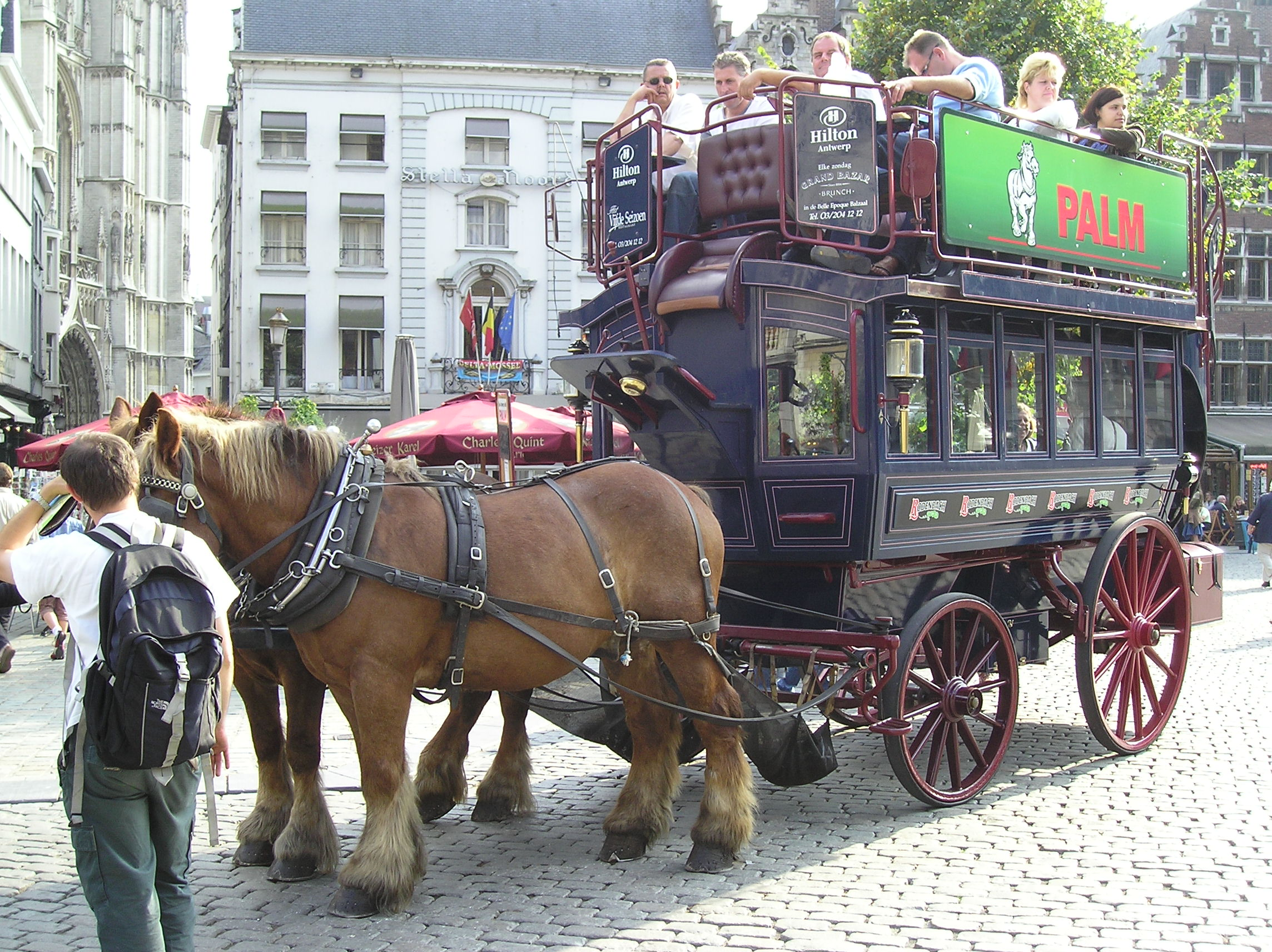
Современный туристический омнибус.

Коляска на конной тяге. Благодаря омнибусам жителям ближайших пригородов стало проще добираться в центр города. B Санкт-Петербурге омнибус существовал вплоть до 1914.
Часто пассажирские места располагались не только внутри омнибуса, но и на крыше (так называемый «империал»).

### Двухэтажныйавтобус

Автобус (AEC Regent bus) не так легко опрокинуть

Автобус, имеющие два уровня широко использовались в ряде городов ранее и продолжают использоваться ныне.
В 1959 году в Москве начали эксплуатироваться три двухэтажных автобуса производства ГДР, но к 1964 году все автобусы были списаны из-за трудностей в эксплуатации. С 2000-х годов двухэтажные автобусы в небольших количествах эксплуатируются в Барнауле и Гомеле. B 2006 году московские власти заявили o намерении закупить двухэтажные автобусы «Неоплан» (продукция немецкого концерна МАN) для использования на городских маршрутах. Они короче, чем привычные горожанам сочленённые «Икарусы», но за счёт второго этажа превышают их по вместимости.
В Индии популярны автопоезда из автобусных прицепов двухэтажной компоновки, ведомых седельными тягачами. Они обычно имеют одну или две узкие двери (что упрощает работу проводника).
Некоторые двухэтажные автобусы имеют открытый верхний этаж, подобный империалам на конках и ранних трамваях, без крыши и с низкими бортами. Они популярны для осмотров достопримечательностей.
Широко распространён миф о том, что двухэтажные автобусы склонны к опрокидыванию. Это неверно — большинство двухэтажных автобусов оснащены механизмами «анти-опрокидывания» (обычно чугун в чушках, установленный на шасси, чтобы понизить центр тяжести).

### Двухэтажнаяконка

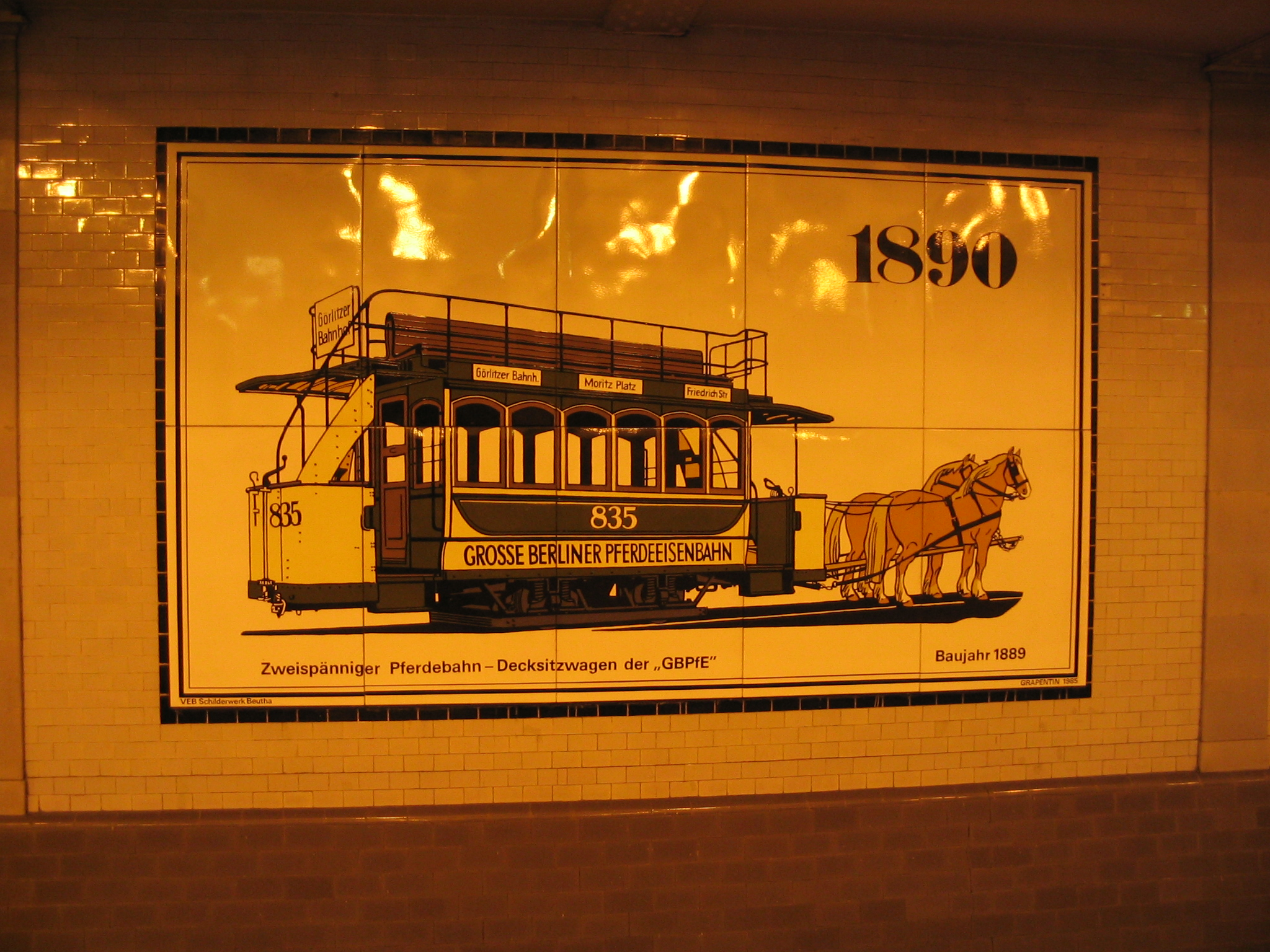
Конка в Берлине. Обратите внимание на империал.

Конно-железная городская дорога. Конка появилась после возникновения железных дорог. Используя лошадей, хотели устранить опасности парового движения и воспользоваться удобствами перевозки массовых грузов по рельсовым путям. Металлические колеса, катившиеся по гладким рельсам, имели меньшее сопротивление качения. Упряжка из двух лошадей могла тянуть по рельсам больший по размерам вагон (40-50 человек, то есть в 2 раза больше омнибуса), чем по неровной булыжной мостовой. Это делало эксплуатацию конки значительно дешевле омнибуса. Плата за проезд внутри вагона взималась в 6 копеек, на империале — 4 копейки. Женщинам проезд на империале был запрещён (дабы не развевались по ветру юбки, нарушая чувство приличия, при подъёме на империал и спуске с него (). 1920 video

### Двухэтажныйтрамвай

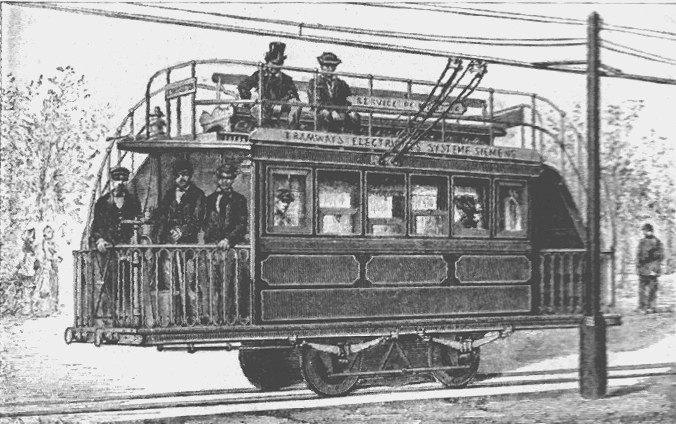
Двухэтажный трамвай с «империалом» в Париже. 1881

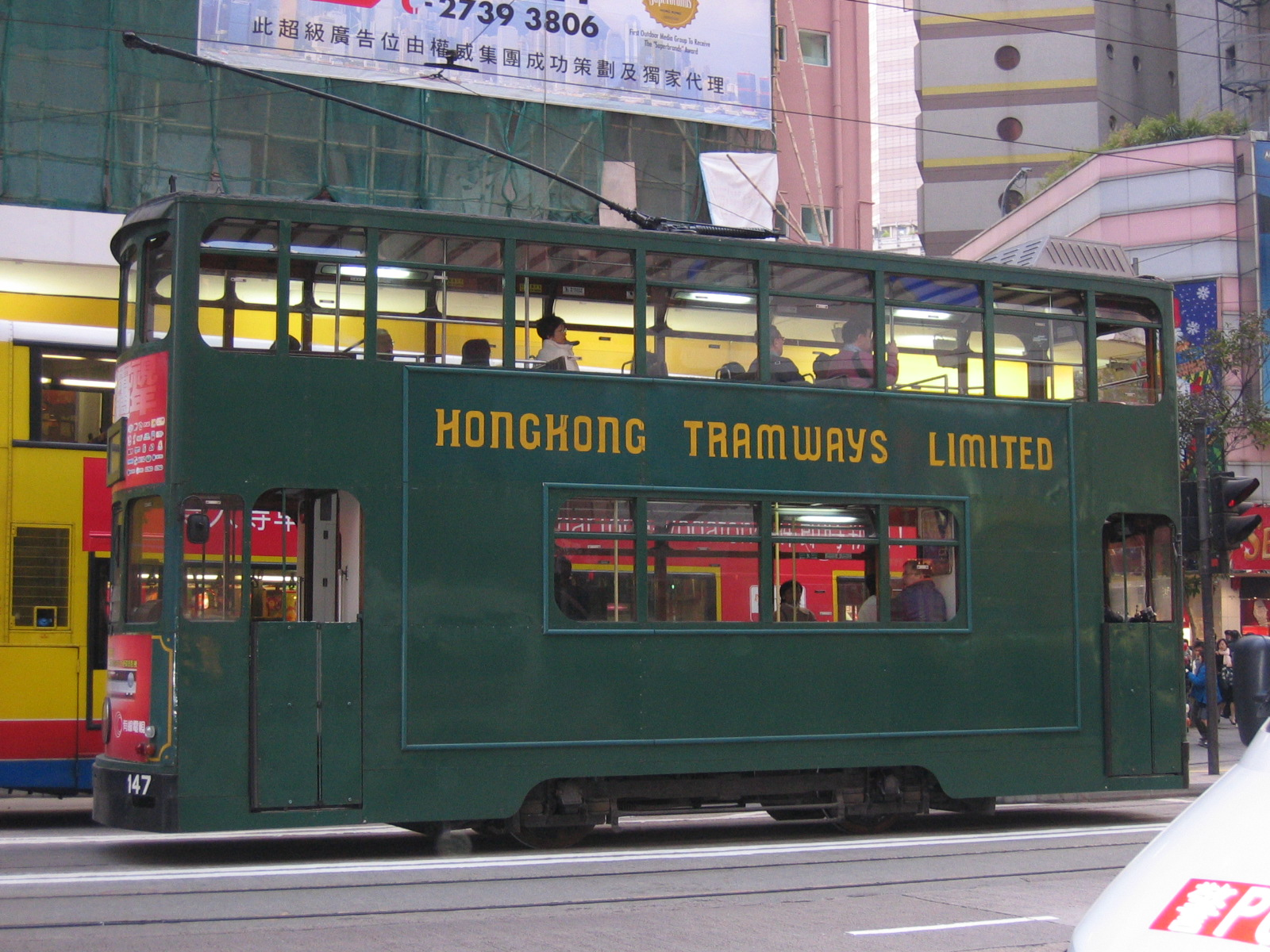
Двухэтажный двухосный трамвай в Гонконге. В трамвай нужно садиться с задней площадки, а выходить через переднюю дверь.

Двухэтажные трамваи были популярны в некоторых европейских городах, как Берлин и Лондон, Азии (обычно в бывших колониях). Трамваи ходили по Лондону до 1952 года — а сегодня о них напоминают только три сохранившихся экземпляра в музее. Пик трамвайного периода в Лондоне − 1934 год. Тогда 2500 трамваев перевезли миллиард пассажиров. Они и сейчас используются, например, в Гонконге, Александрии, и Блэкпуле. Гонконгским трамваям уже около ста лет. Они пережили японскую интервенцию, приход новой китайской власти. Здесь это самый экзотический вид транспорта и, наверное, один из самых недорогих способов передвижения по городу. Эта конструкция похожа на старый английский двухэтажный автобус роадмастер. Но в Англии их заменили на новые модели. А вот гонконгские трамваи будут ходить по городу ещё очень долго. В этот трамвай нужно садиться с задней площадки, оборудованной турникетами, а выходить через переднюю дверь, бросив в кассу монетки или проведя карточкой по терминалу. «The Hongkong Tramways Ltd» теперь имеет в общей сложности 164 двухэтажных трамвая, что делает её единственной полностью двухэтажной трамвайной линией в мире, включая трамваи с открытыми верхними уровнями (*28, *128) для туристов и частного найма и одного специального трамвая технического обслуживания (*200). Большинство трамваев стилизовано под ретро и только имеет сдвижные окна, но три новых современных трамвая начали работать в 2000. Эти новые трамваи более удобны, чем старые, и имеют оборудование кондиционирования воздуха.
Использование двухэтажных трамваев было необычным для североамериканских трамвайных линий. Когда они начали использоваться в августе 1912, вагон номер 6000 из 'New York Railways Co.' был особенно интересен.

Двухэтажный низкопольный («stepless») трамвай вагон, номер 6000 из Co., 1912 год

Вагон был разработан Франком Хадлей (Вице-президент и Генеральный директор нью-йоркской компании) и Джеймсом С. Дойлем как логическое развитие их однопалубного 'stepless' (или низкопольного) трамвая. Тележки двухэтажного трамвая ясно показывают почти дорожный уровень центрального дверного проёма, только 3 дюйма (75мм) выше тротуара и показывают низкопольную конструкцию, которая, со специальным расположением сидений, позволила нижнему этажу быть низкопольным всюду по длине вагона. К верхней палубе пассажиры получали доступ через лестницы с обоих концов более низкого салона (в центре вагона входа туда не было). Центральное продольное сиденье может быть замечено на фотографии с пассажирами, глядящими в бок вагона. Полная высота вагона была довольно низкой (немного больше, чем 12 футов, или 4м) и была таковой частично вследствие того, что центральный Нью-Йорк использовал трамваи по системе «третьего рельса», а не от верхнего провода. Проект далеко опередил своё время, поскольку только в последние годы, низкопольные трамваи стали обычными на линиях во многих частях мира и особенно в Европе.
В 1913 году Петербургская Городская дума предложила пустить в Петербурге двухэтажные трамваи, переделав для этого прицепные вагоны. Первый испытательный трамвай прошёл один поворот хорошо, а на втором сошёл с рельс, и заскакал по мостовой. После этого желание ехать в двухэтажном трамвае у всех пропало (, ).

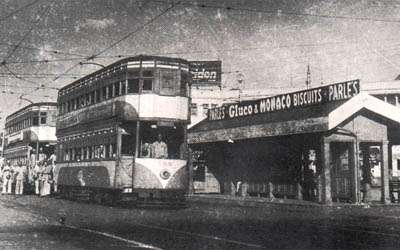
Двухэтажный двухосный трамвай в Индии
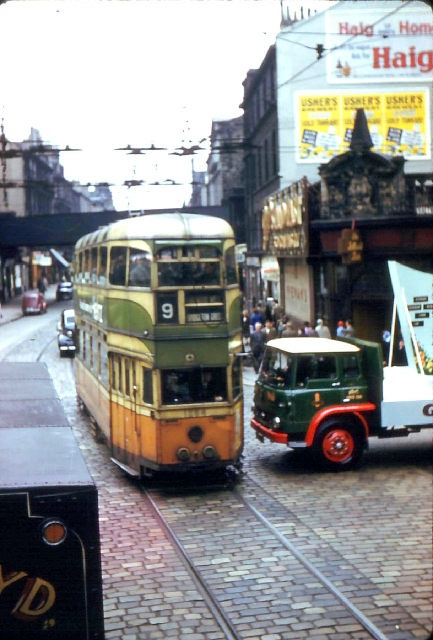
Последние месяцы трамвая в Глазго (1962)
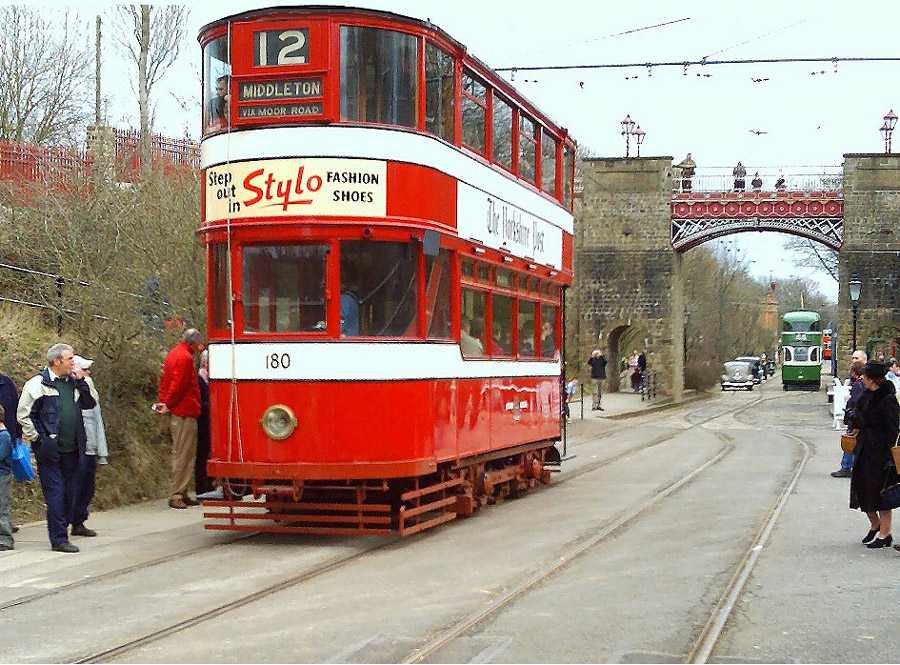
Британский двухэтажный двухосный трамвай. Показан в Национальном музее трамвая в Дербишире.

### Двухэтажныйфуникулёр

Двухэтажный Фуникулёр. Glória line. Lisboa 1885.

B конце 19-го столетия уникальный двухэтажный фуникулёр существовал в Португалии в Лиссабоне. Его механика — достаточно точная копия его современника — двухэтажного трамвая-конки. Пейзаж со второго уровня, должно быть, был захватывающим, что вероятно увеличивало туристское движение на линии.

### Двухэтажныйтроллейбус

Двухэтажный троллейбус ЯТБ-3, 1939 год

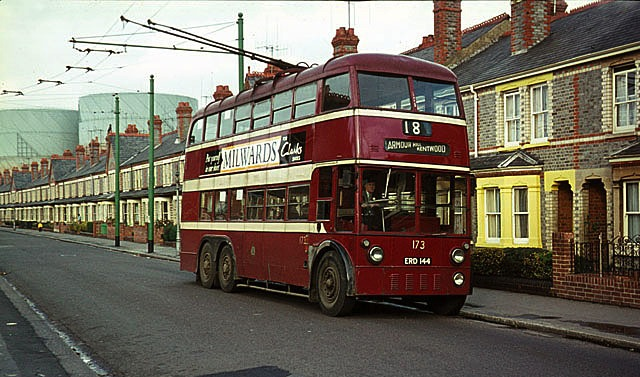
двухэтажный троллейбус в Ливерпуле, 1965 год

Как и в ряде других городов мира, двухэтажные троллейбусы ездили и по улицам Москвы. Это были машины ЯТБ-3, скопированные с машины английской фирмы ECC, купленной в 1937 году. На первом этаже в салоне было 32 сидячих места, на втором 40. Для доступа на второй этаж служила лестница из двух маршей в 10 ступенек. Высота салона (1780 мм) определялась контактной сетью {для эксплуатации ЯТБ-3 пришлось на метр (до 5,8 м) поднимать контактную сеть на улице Горького (ныне Тверская) и на всем загородном участке первого маршрута}, и стоять в проходе было не очень удобно, особенно зимой, в высоких головных уборах. Когда пассажиры скапливались на площадке у входной двери, машина шла с заметным креном вправо. Троллейбус: длина — 9,4 м, а высота — 4,7 м. Салоны располагали 72 местами для сидения, 28 пасс. могли ехать в проходе первого этажа. Впервые они вышли на улицы города в 1938 году. Всего было сделано 10 машин, однако сложности управления, а также проблемы с габаритами на улицах привели к списанию троллейбусов сразу после решения послевоенных проблем с выпуском новой техники.
В ГДР в 1950-х годах также выпускались двухэтажные троллейбусы-автопоезда. Токосъёмники штангового типа находились на более низком уровне относительно прицепа — на троллейвозе-тягаче, при этом штанги пришлось согнуть в Г-образную форму. Машины выпускались фирмой LOWA, которая выпускала также и обычные двухэтажные автобусы.

### Полутораэтажное транспортное средство
В конце пятидесятых, чтобы увеличить вместимость городского транспорта в Германии возникла идея создания полутораэтажного автобуса. Причиной было то, что сочленённые автобусы не были разрешены, а настоящие двухэтажные автобусы были не практичны из-за их высоты. Задняя часть полутораэтажного автобуса была подобна двухэтажному автобусу, в то время как передняя была стандартным одноэтажным автобусом. Ludewig была единственной кузовостроительной компанией, которая строила такие автобусы.
Изображение показывает полутораэтажный автобус, приспособленный к стандартным требованиям (в 1966) VÖV (Verband Öffentlicher Verkehrsbetriebe, союз компаний общественного транспорта) Ludewig строил их с 1969 до середины семидесятых. Потолок на втором этаже такого автобуса был низок и там не было места для стоящих пассажиров. Также в Германии в это же время использовались в небольшом количестве полутораэтажные троллейбусы.
В настоящий момент термин «полутораэтажный» применяется к междугородним и туристическим автобусам, у которых багажное отделение большого объёма располагается под полом салона, а сам уровень пола в салоне выше, чем уровень пола в кабине водителя. По такой схеме в настоящий момент строится подавляющее большинство автобусов междугороднего и туристического класса

### Двухэтажный городской транспорт в СССР
Основная статья Двухэтажный городской транспорт в СССР.
В СССР подобные устройства широкого распространения не получили. Большинство автобусов и троллейбусов были сделаны в одноэтажной конфигурации, для повышения вместимости чаще применялись сочленённые вагоны, вагоны с прицепом и система многих единиц.

### Двухэтажный вагон
Когда существующая линия достигает предела своей пропускной способности, есть несколько вариантов, доступных для увеличения таковой. Возможно, самый очевидный путь состоит в том, чтобы увеличить частоту движения (уменьшить интервал между каждым поездом), то есть помещать больше поездов на линию сразу. Для того, чтобы достигать этого, требуются все более и более сложные сигнальные системы и высокоэффективные тормоза (чтобы уменьшить тормозной путь). На многих существующих линиях частота движения поездов уже достигла предела. Другой способ решить эту проблему находится в использовании более длинных поездов. Это решение имеет неудобство необходимости наличия очень длинных платформ станций. Если нет возможности сделать поезд длиннее или шире, то единственный путь состоит в том, чтобы сделать его выше. Двухэтажный поезд, с пассажирами на двух уровнях, имеет примерно на 50 % большую пассажировместимость, чем эквивалентный одноэтажный поезд. Из-за стандартной высоты туннелей и контактных проводов, во многих поездах первый этаж размещается как можно ниже, между колёсными тележками. Другие двухэтажные вагоны не имеют полного верхнего уровня, но имеют галерею на каждой стороне, каждую с рядом сидений. В массе своей двухэтажные поезда имеют входные двери на стандартной высоте, и не требуют каких-то особенных приспособлений на станциях.
Для маршрутов на туристских линиях используется так называемый «купольный вагон», то есть двухэтажный вагон с салоном панорамного обозрения. В центре такой вагон разделён на два этажа с небольшой лестницей между ними. Верхний этаж представляет собой помещение с остеклённой крышей и бортами, пассажиры находящиеся в нём могут наблюдать круговую панораму местности поверх крыши поезда. На нижнем этаже обычно располагается кухня, оборудованная кухонными лифтами, используемыми для передачи подносов в обеденный зал в купольной части вагона.

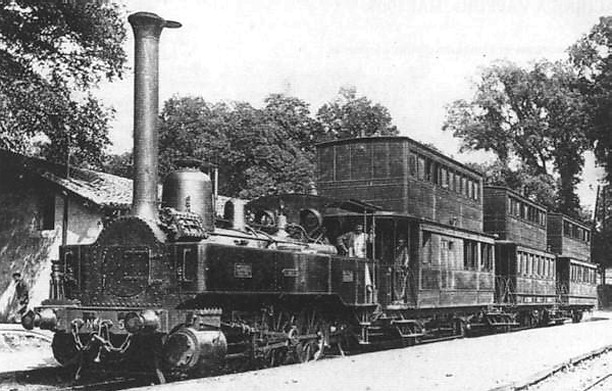
Двухэтажный поезд.
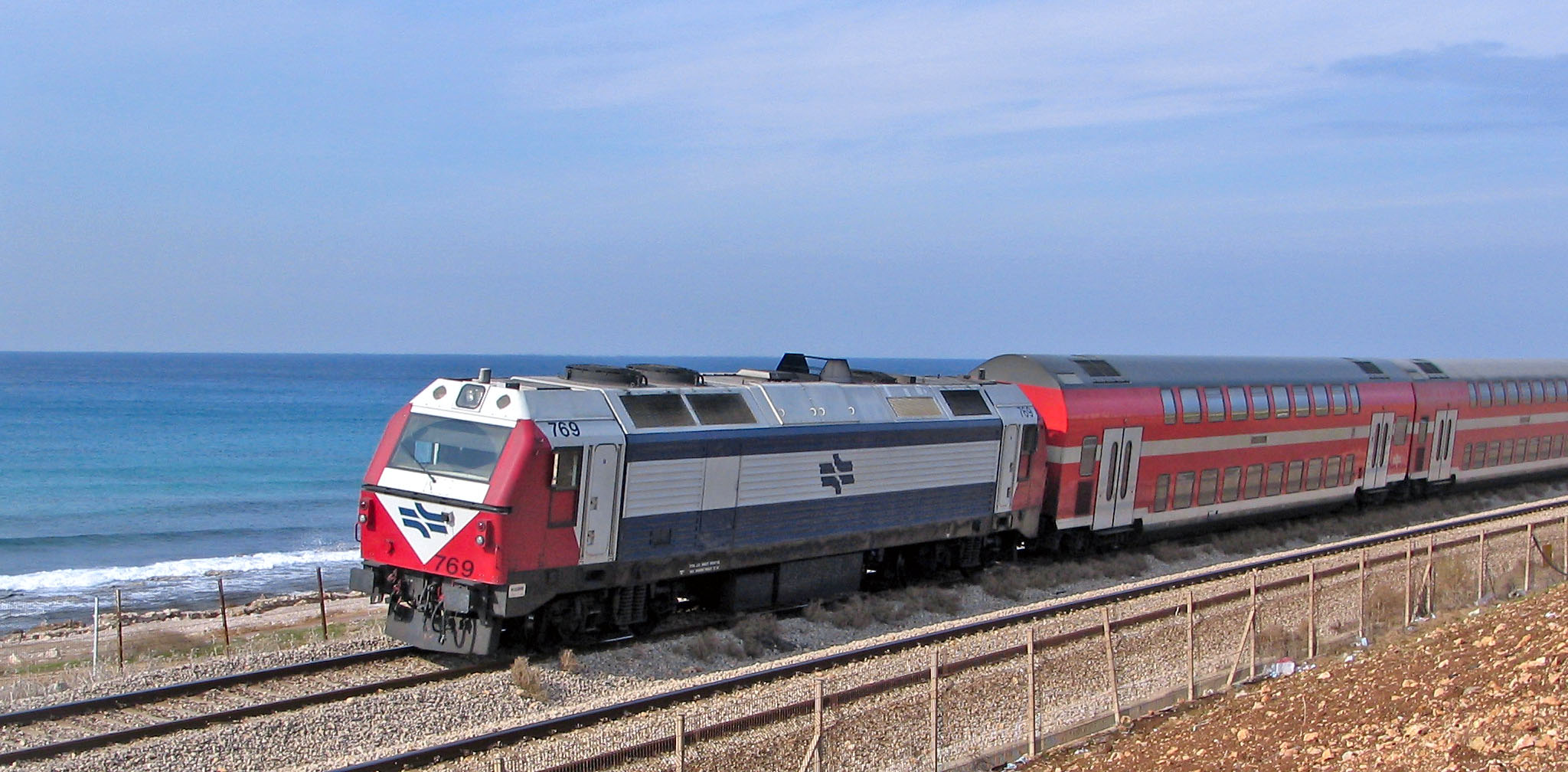
Двухэтажные вагоны Бомбардье на Израильских железных дорогах
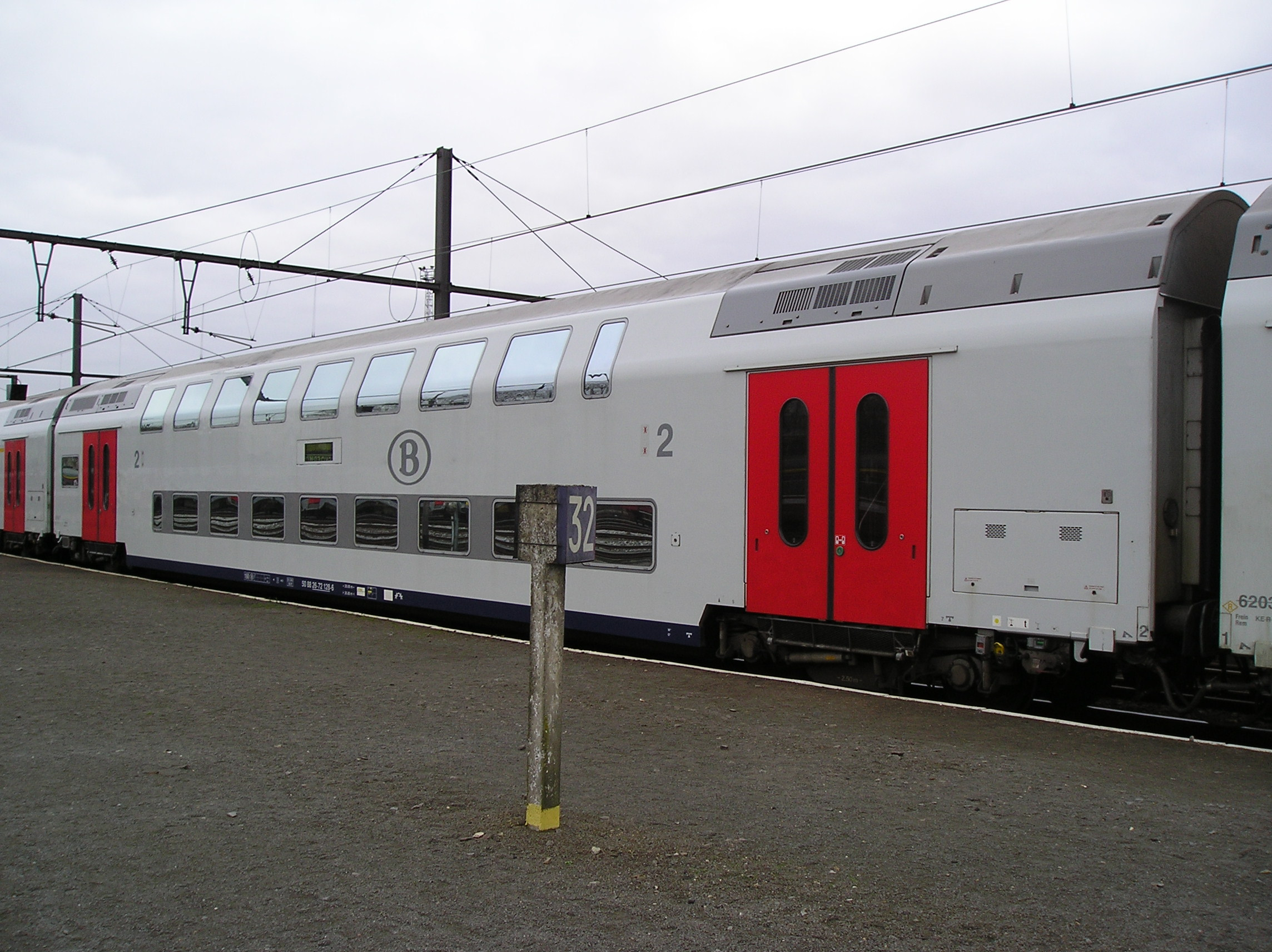
Пассажирский двухэтажный вагон тип M6 бельгийских железных дорог
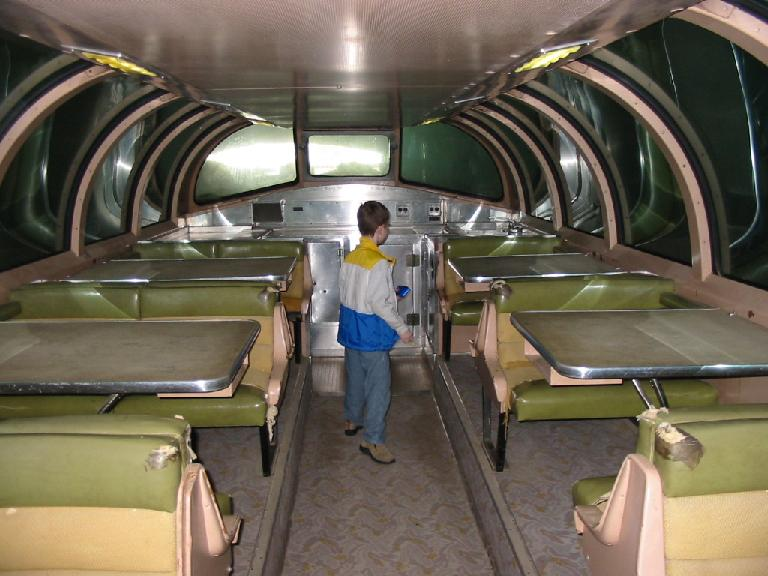
Двухэтажный туристический вагон в США
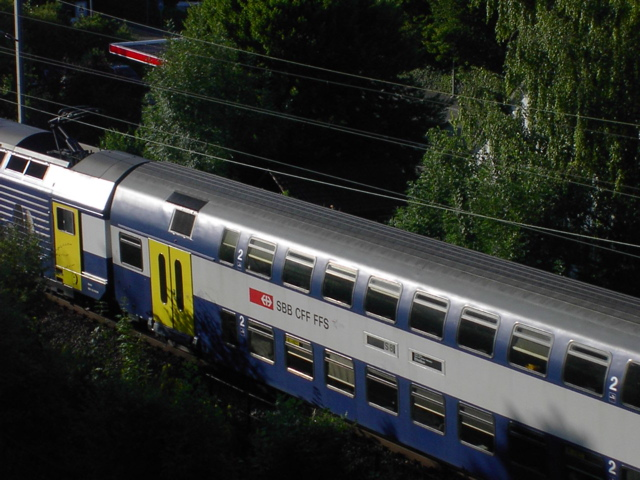
Двухэтажный поезд Цюрихской городской электрички

## Двухпалубныйсамолёт
Многие ранние гидропланы, например Dornier Do X и Boeing 314, имели две палубы для пассажиров. После Второй мировой войны, Боинг-377 (Stratocruiser) — двухэтажный авиалайнер на основе Boeing B-29 Superfortress, стал использоваться авиакомпаниями во всем мире. В течение многих лет единственным двухэтажным авиалайнером в производстве был Боинг 747, хотя второй этаж (палуба) меньше в плане, чем главный уровень. Новый Airbus A380, однако, имеет две палубы в полную длину самолёта. При проектировании отечественного лайнера Ил-96 предполагалось создание двухпалубного варианта на 550 пассажиров (Ил-96-550), однако, проект реализован не был. На верхней палубе могли бы находиться 190 пассажиров, на нижней — 360 Двухпалубными являются советские и украинские транспортные самолёты Ан-22, Ан-124 и Ан-225, в которых на верхней палубе помимо кабины экипажа есть салоны для десятков сопровождающих; кроме того, существовали, но не были реализованы проекты полностью пассажирских вариантов этих самолётов на 600—700 человек.

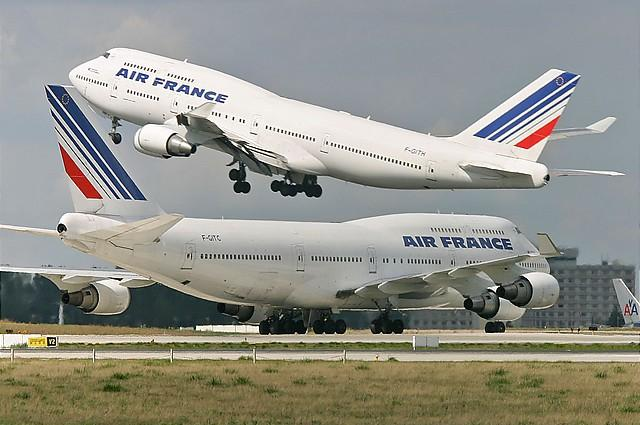
2 Боинга 747—400 авиакомпании Air France
Поперечное сечение лайнера Airbus A380
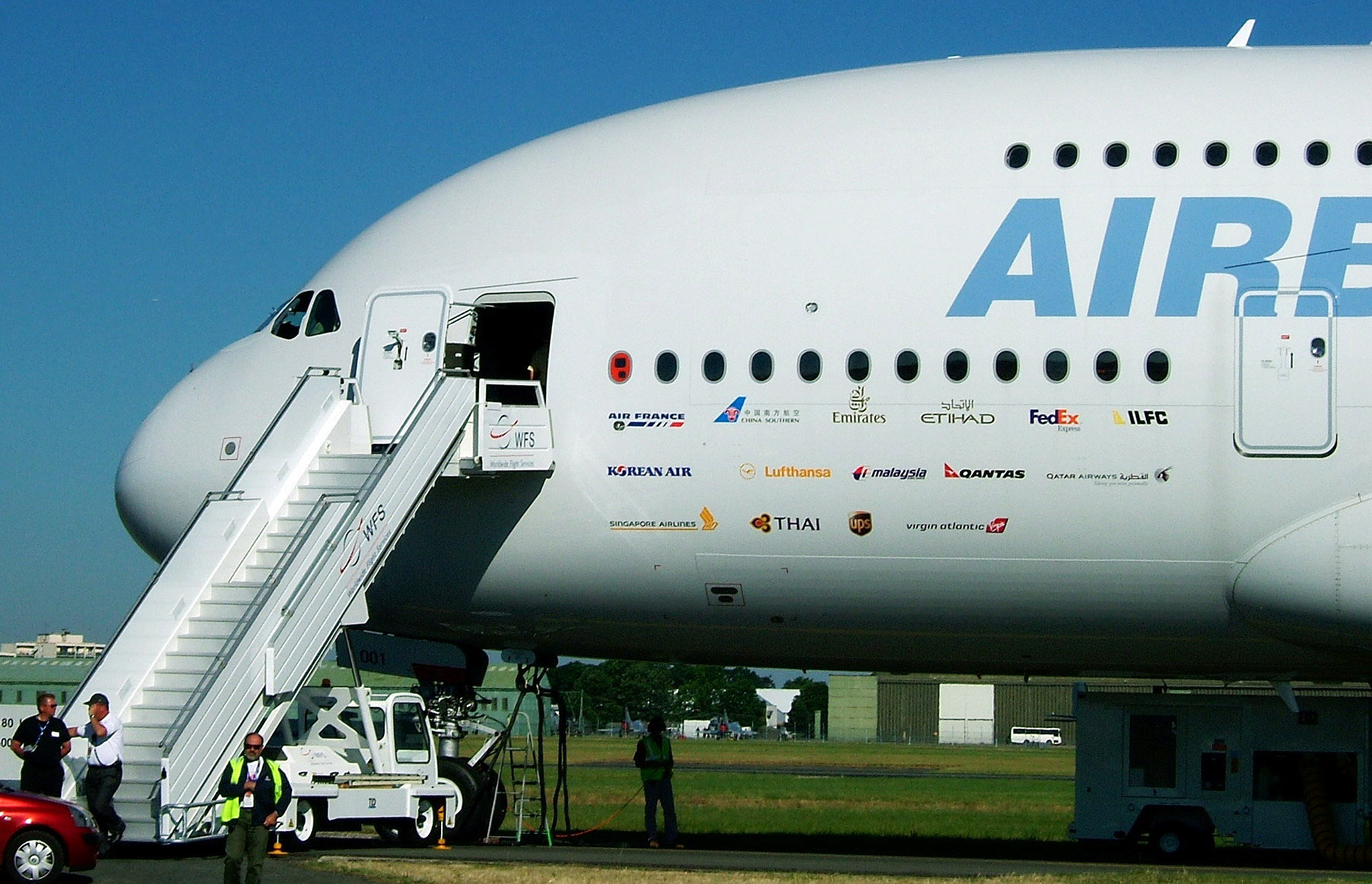
Airbus A380

## Лифт
Лифты с двумя кабинами друг на друге имеют большую вместимость по сравнению с традиционными, и занимают меньше места при той же вместимости. Не всегда обе кабины предназначены для перевозки пассажиров, иногда вторая кабина используется как грузовая.
Это имеет преимущества предотвращения повреждения внутренних установок лифта грузами, и не требует шахты, исключительно посвященной грузовому лифту. В течение пиковых периодов, грузовой лифт переключают назад к перевозке пассажиров, что может ускорить пассажирское движение в здании.

## Канатная дорога
Двухэтажная канатная дорога «Vanoise Express» с кабинами на 200 человек работает в ущелье Ponturin (Франция).

## Двухпалубныепаромы

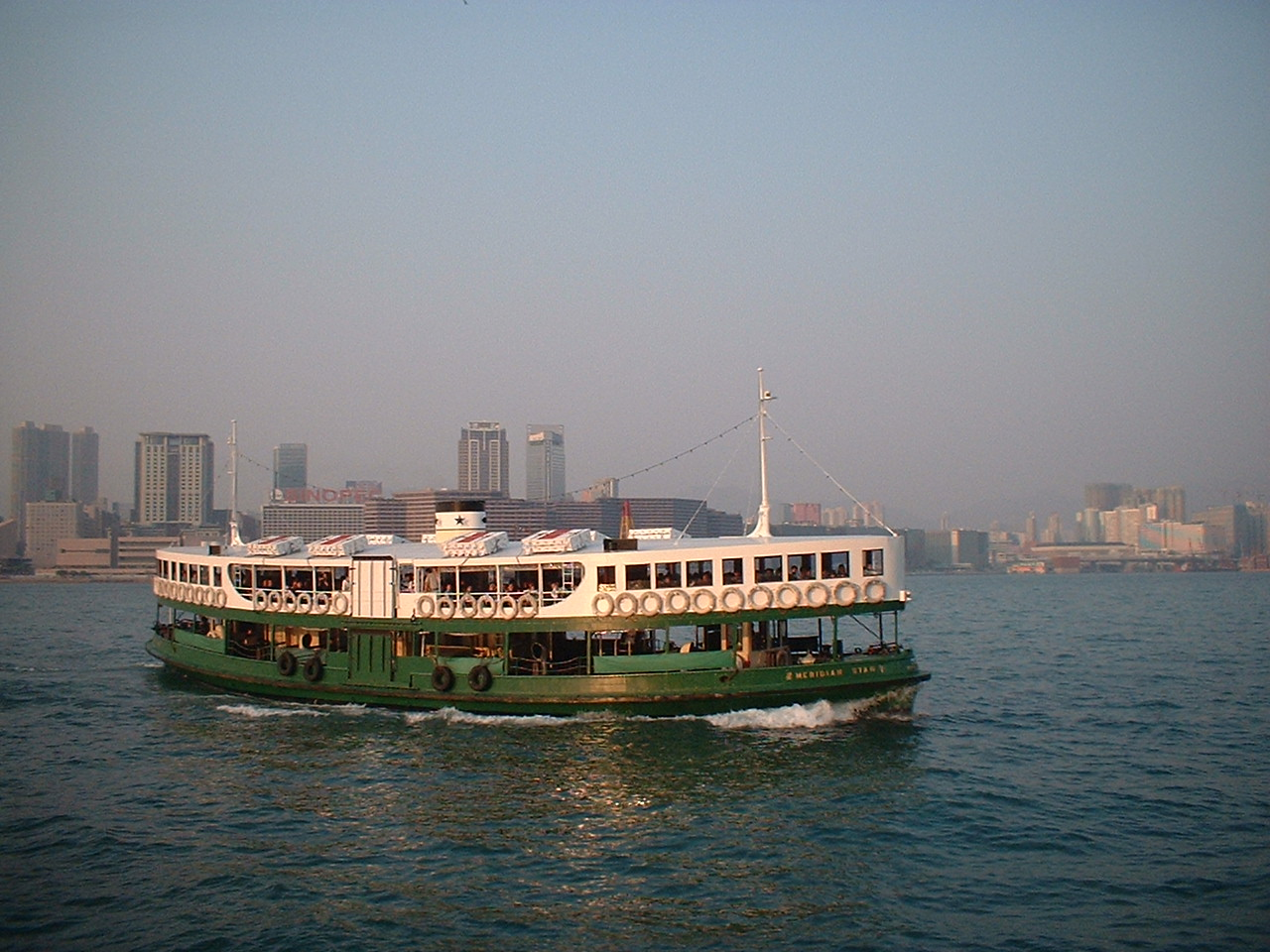
Star Ferry. Паром в Гонконге.

В роли паромов часто выступают суда (Речные трамваи), однако иногда паромами являются и другие плавсредства, например понтоны. Впрочем, с формальной точки зрения, при таком использовании они сами становятся судами, так как приобретают транспортную функцию

## Двухъярусныймост

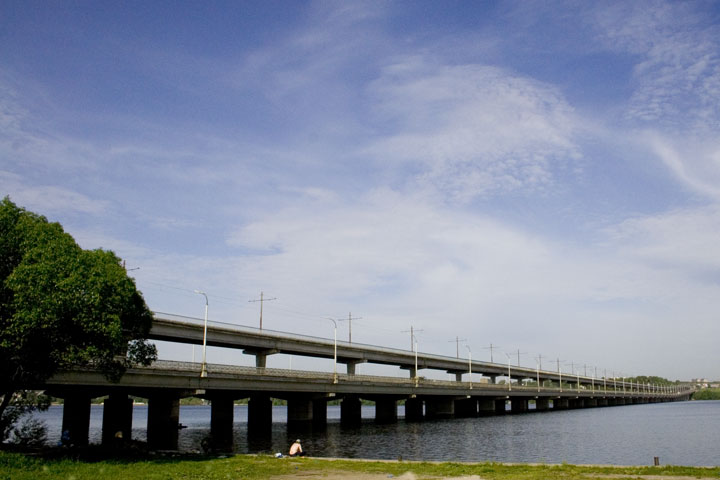
Северный мост в Воронеже.

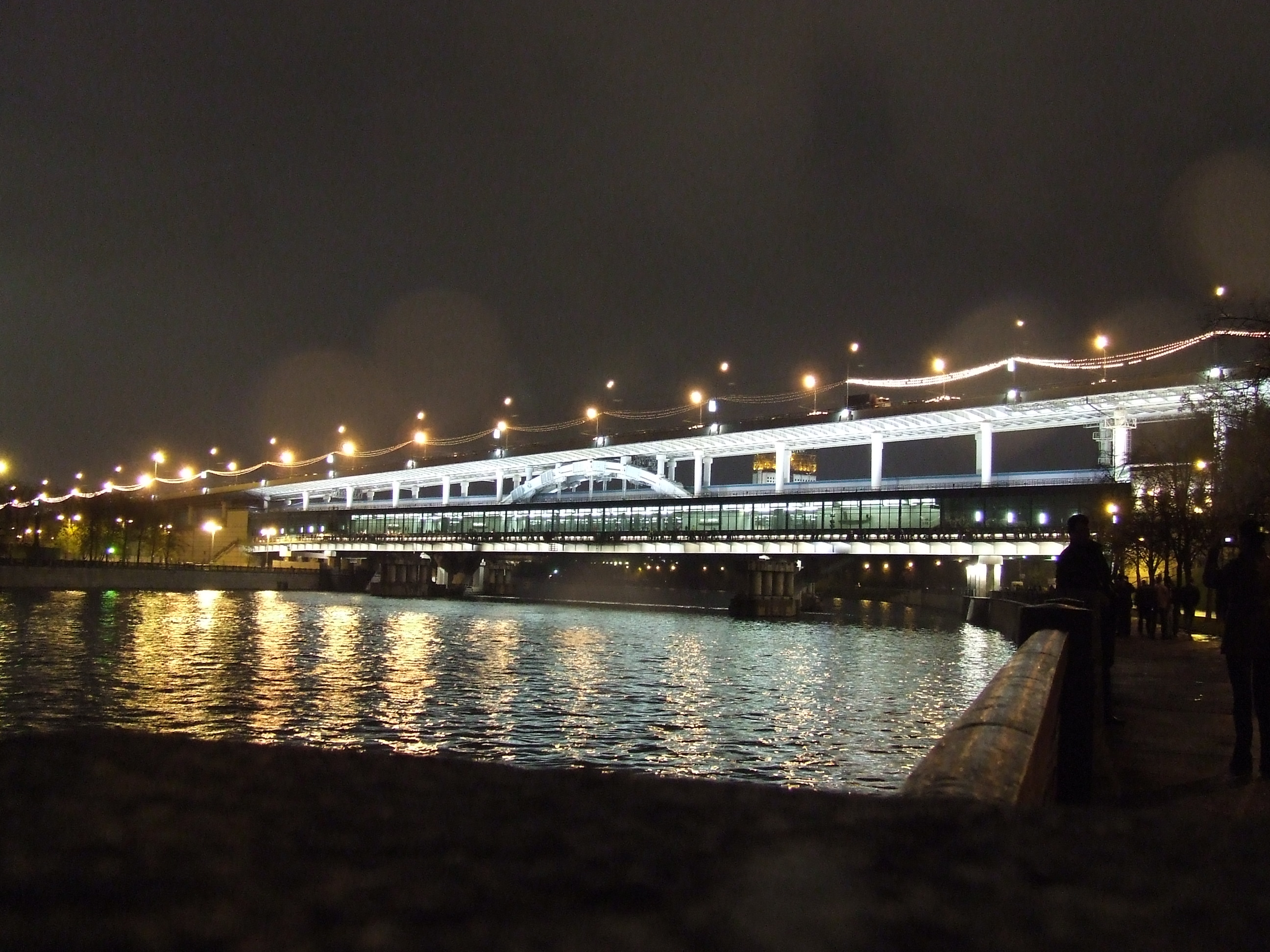
Двухэтажный метромост. Станция метро Воробьёвы горы

Северный мост в Воронеже представляет собой двухэтажную трёхъярусную конструкцию. Верхний ярус используют трамваи, а два нижних яруса — правый и левый, служат для проезда автомобилей. Мост имеет длину 1,8 км и проектировался для пуска в Воронеже скоростного трамвая.
Станция метро Воробьёвы горы была открыта 12 января 1959 года в составе участка Сокольнической линии «Спортивная» — «Университет». Для удешевления строительства использовался уникальный проект прохождения линии метрополитена по метромосту, вместо предлагаемого ранее плана тоннеля под Москвой-рекой. Станция располагается на нижнем ярусе Лужнецкого метромоста (сооружённого в 1958 году), в то время как по его верхнему ярусу проходит автомобильное движение.
Мост Багратион из стекла и бетона по проекту архитектора Б. И. Тхора. Открыт в сентябре 1997 г. к празднованию 850-летия Москвы. Назван в честь русского полководца П. И. Багратиона. Соединяет Краснопресненскую набережную с набережной Тараса Шевченко. Длина моста — 214 м, ширина — 16 м, высота над уровнем реки — 14 м. Состоит из двух уровней. Нижний уровень представляет собой застеклённую на всём протяжении крытую галерею.
Для удобства пешеходного движения на данном уровне установлены горизонтальные траволаторы. Верхний уровень частично застеклён, на нём находится открытая смотровая площадка.